# Reduviinae
Die Reduviinae sind eine Unterfamilie der Raubwanzen (Reduviidae) aus der Teilordnung Cimicomorpha.

## Merkmale
Die Wanzen erreichen Größen zwischen 8 und 22 Millimeter. Sie besitzen in der Regel Punktaugen (Ocelli). Die Hemielytren sind ohne Diskalzelle. Die Tarsen sind dreigliedrig. An den vorderen und mittleren Beinen befinden sich Fossula spongiosa (spezialisierte haarige Strukturen, die dem Festhalten dienen).

## Lebensweise
Die Reduviinae ernähren sich räuberisch von verschiedenen Gliederfüßern. Bekanntester Vertreter der Reduviinae ist die synanthrope Staubwanze (Reduvius personatus). Die Unterfamilie ist weltweit vertreten.

## Taxonomie und Systematik
Die Reduviinae bilden eine polyphyletische Gruppe. Sie umfasst etwa 1000 Arten in mehr als 140 Gattungen.
In Europa ist die Unterfamilie mit 21 Arten aus 3 Gattungen vertreten. In Nordamerika nördlich von Mexiko kommen 6 Arten aus 3 Gattungen vor.
Die Reduviinae umfassen folgende Gattungen:
- Acanthaspis Amyot & Serville, 1843
- Alloeocranum Reuter, 1881
- Anacerilocus Miller, 1957
- Apechtia Reuter, 1881
- Apechtiella Miller, 1948
- Apteroreduvius Villiers, 1975
- Aradomorpha Champion, 1899
- Archilestidium Breddin, 1900
- Arcuatitibia Luo et al., 2009
- Australocleptes Miller, 1951
- Berengeria Gil-Santana & Coletto-Silva, 2005
- Bergrotheus Schouteden, 1913
- Brachytonus China, 1925
- Cargasdama Villiers, 1950
- Censorinus Distant, 1903
- Centrogonus Bergroth, 1894
- Cerilocus Stål, 1858
- Cheronea Stål, 1863
- Cheronella Miller, 1955
- Corupaia Lent & Wygodzinsky, 1948
- Crociaeus Breddin, 1900
- Croscius Stål, 1874
- Cyclopocoris Miller, 1950
- Dilophocoris Miller, 1959
- Diplosiacanthia Breddin, 1903
- Drescherocoris Miller, 1954
- Durevius Villiers, 1962
- Durganda Amyot & Serville, 1843
- Durgandana Miller, 1957
- Dyakocoris Miller, 1951
- Ectmetacanthus Reuter, 1882
- Edocla Stål, 1859
- Edoclella Miller, 1956
- Edoclina Jeannel, 1919
- Empyrocoris Miller, 1953
- Eriopreda Jeannel, 1917
- Eriopredoides Miller, 1955
- Euvonymus Distant, 1904
- Ganesocoris Miller, 1955
- Gerbelius Distant, 1903
- Gnistus Stål, 1874
- Hadrokerala Wygodzinsky & Lent, 1980
- Haplonotocoris Miller, 1940
- Hermilloides Schouteden, 1931
- Hermillus Stål, 1874
- Heteropinus Breddin, 1903
- Hoberlandtia Villiers, 1950
- Holotrichius Burmeister, 1835
- Horcinia Stål, 1874
- Horciniella Miller, 1958
- Inara Stål, 1859
- Iphithereuta Breddin, 1903
- Isdegardes Distant, 1909
- Jacobsonocoris Miller, 1954
- Junghuhnidia Breddin, 1903
- Kalshovenia Miller, 1954
- Kayanocoris Miller, 1954
- Khafra Distant, 1902
- Khafrana Miller, 1957
- Kobacoris Villiers, 1969
- Kopsteinia Miller, 1954
- Korinchocoris Miller, 1941
- Lamabokeus Villiers, 1972
- Lenaeus Stål, 1859
- Leogorrus Stål, 1859
- Leptacanthaspis Jeannel, 1917
- Lydenburgia Miller, 1957
- Mankuninga Distant, 1902
- Marbodus Distant, 1904
- Mardania Stål, 1859
- Mesacanthaspis Livingstone & Murugan, 1993
- Microlestria Stål, 1872
- Microvarus Jeannel, 1917
- Moramanga Villiers, 1962
- Nalata Stål, 1860
- Namapa Wygodzinsky & Lent, 1980
- Nannolestes Bergroth, 1913
- Nanokerala Wygodzinsky & Lent, 1980
- Neervoortia Miller, 1954
- Neivacoris Lent & Wygodzinsky, 1947
- Neoacanthaspis Murugan & Livingstone, 1991
- Neocentrogonus Miller, 1940
- Neocerilocus Miller, 1957
- Neocheronea Miller, 1955
- Neokhafra Miller, 1957
- Neostachyogenys Miller, 1953
- Neotiarodes Miller, 1957
- Neotrichedocla Villiers, 1962
- Noualhierana Miller, 1958
- Nyplus Villiers, 1948
- Opisthacidius Berg, 1879
- Pantopsilus Berg, 1879
- Paracerilocus Miller, 1957
- Paragerbelius Miller, 1958
- Parahermillus Miller, 1955
- Paralenaeus Reuter, 1883
- Parapechtia Miller, 1953
- Paraplynus Jeannel, 1919
- Parareduvius Schouteden, 1952
- Paredocla Jeannel, 1914
- Pasira Stål, 1859
- Pasiropsis Reuter, 1881
- Patago Bergroth, 1905
- Pelurgocoris Miller, 1958
- Peregrinator Kirkaldy, 1904
- Perissopygocoris Miller, 1951
- Phaurolestes Bergroth, 1913
- Pheletocoris Miller, 1959
- Phonergates Stål, 1855
- Phyja Distant, 1919
- Platymeris Laporte, 1832
- Platymicrus Bergroth, 1903
- Plynaspoides Miller, 1955
- Plynoides Schouteden, 1931
- Plynus Stål, 1858
- Poecilopterocoris Miller, 1959
- Pseudoreduvius Villiers, 1948
- Pseudozelurus Lent & Wygodzinsky, 1947
- Psophis Stål, 1863
- Psytalla Stål, 1859
- Raipurocoris Miller, 1959
- Recicolus Jeannel, 1917
- Reduvius Fabricius, 1775
- Schoutedenana Miller, 1952
- Schultheissidia Breddin, 1903
- Sinnamarynus Maldonado & Berenger, 1996
- Sphedanocoris Stål, 1866
- Sphedanovarus Jeannel, 1919
- Stachyogenys Stål, 1870
- Staliastes Kirkaldy, 1900
- Stesiochorus Distant, 1906
- Stigmonotocoris Miller, 1958
- Tapeinus Laporte, 1833
- Tetroxia Amyot & Serville, 1843
- Tiarodes Burmeister, 1835
- Tiarodurganda Breddin, 1903
- Timotheus Distant, 1903
- Trichedocla Jeannel, 1914
- Tympanistocoris Miller, 1958
- Ukambocoris Miller, 1957
- Varus Stål, 1866
- Velitra Stål, 1866
- Velitroides Miller, 1958
- Voconia Stål, 1866
- Zeluroides Lent & Wygodzinsky, 1948
- Zelurus Hahn, 1826

## Arten in Europa
In Europa kommen folgende Arten vor:
- Holotrichius bergrothi Reuter, 1891
- Holotrichius denudatus A. Costa, 1841
- Holotrichius luctuosus (Mulsant & Mayet, 1868)
- Holotrichius montanus (Leach & Risso, 1826)
- Holotrichius obtusangulus Stål, 1874
- Holotrichius spinicollis Reuter, 1891
- Holotrichius tenebrosus Burmeister, 1835
- Pasira basiptera Stål, 1859
- Pasira lewisi (Miller, 1951)
- Pasira marinadolina P.V. Putshkov & Moulet, 2004
- Pasira mediterranea Dispons, 1959
- Reduvius carinatus Reuter, 1892
- Reduvius diabolicus Bergevin, 1932
- Reduvius jakovleffi Reuter, 1892
- Reduvius minutus (Reuter, 1881)
- Reduvius pallipes Klug, 1830
- Reduvius personatus (Linnaeus, 1758)
- Reduvius ribesi P.V. Putshkov & Moulet, 2004
- Reduvius tabidus Klug, 1830
- Reduvius testaceus (Herrich-Schäffer, 1845)
- Reduvius villosus Fabricius, 1794

## Weitere Arten
Eine Auswahl außereuropäischer Arten:
- Acanthaspis petax Stål, 1865
- Peregrinator biannulipes (Montrouzier & Signoret, 1861)
- Platymeris biguttatus (Linnaeus, 1767)
- Platymeris guttatipennis Stål, 1859
- Platymeris laevicollis Distant, 1919
- Platymeris rhadamanthus Gerstaecker, 1873
- Pseudozelurus arizonicus (Banks, 1910)
- Reduvius humeralis (Scott, 1874)
- Reduvius senilis Van Duzee, 1906
- Reduvius sonoraensis Usinger, 1942
- Reduvius vanduzeei Wygodzinsky & Usinger, 1964
- Zeluroides americanus Lent & Wygodzinsky, 1948